# اشلی ارلی
اشلی ارلی (انگلیسی: Ashley Earley؛ زادهٔ ۹ مارس ۱۹۸۳) بازیکن بسکتبال اهل ایالات متحده آمریکا است.